# اقداوی
اقداوی (به انگلیسی: Aghadowey) یک روستا در بریتانیا است.